# Scabiosa koelzii
Scabiosa koelzii är en tvåhjärtbladig växtart som beskrevs av Karl Heinz Rechinger. Scabiosa koelzii ingår i släktet fältväddar, och familjen Dipsacaceae. Inga underarter finns listade i Catalogue of Life.